# 川原田徹
川原田 徹（かわはらだ とおる、1991年4月2日 - ）は、日本のラグビーユニオン選手。川原田勇人は兄。

## プロフィール
- 福岡県出身。
- ポジションはセンター(CTB)、ウィング(WTB)。
- 身長 183cm、体重 96kg
- ニックネームはとおるちゃん。
- 九州高校代表に選ばれたことがある[1]。

## 略歴
ラグビーは幼稚園から始めた。
2010年、東福岡高校卒業後、法政大学に入る。なお東福岡高校時代、高校日本代表候補に選ばれたことがある。また東福岡高校時代の同級生に秋山哲平、垣永真之介、香山良太、村川浩喜、山北純嗣らがいる。
2014年、法政大学卒業後、ヤマハ発動機ジュビロに加入。
2018年、ヤマハ発動機ジュビロを退団した。